# Cricket en Australie
Le cricket est l'un des sports les plus populaires d'Australie. La fédération australienne, Cricket Australia, gère les compétitions nationales et la sélection. Six équipes, représentant chacune un état australien, disputent les principales compétitions le Sheffield Shield, la One Day Cup et le Twenty20 Big Bash.

## Institutions dirigeantes
L'instance dirigeante du cricket en Australie est Cricket Australia, qui fut fondée en 1905 sous le nom de Australian Board of Control avant de s'appeler l'Australian Cricket Board. Elle gère l'équipe d'Australie, organise les tournées de celle-ci ainsi que les compétitions nationales et fixe le revenu des principaux internationaux, qui sont sous contrat avec elle.
Elle est rattachée à l'International Cricket Council, dont elle fut membre fondatrice en 1909 avec l'Angleterre et l'Afrique du Sud.

## Popularité
Selon le rapport de Sweeney Sports de 2006, établi sur la participation, le nombre de spectateurs et la couverture des medias, les principaux sports en Australie sont la natation (61 %), le cricket (54 %), le football australien (54 %), le tennis (52 %), le football (soccer) (50 %), suivis par le rugby à XIII (42 %), et le rugby à XV (40 %).

## Compétitions de club
Les principales compétitions de club mettent aux prises les six équipes représentant les états australiens : les New South Wales Blues de Nouvelle-Galles du Sud, les Victorian Bushrangers de Victoria, les Western Warriors d'Australie-Occidentale, les Southern Redbacks d'Australie-Méridionale, les Queensland Bulls du Queensland et les Tasmanian Tigers de Tasmanie.

### Sheffield Shield
Le Sheffield Shield, est la compétition australienne de first-class cricket. La première édition du Sheffield Shield eut lieu au cours de l'été australien de 1892-93, avec seulement trois équipes : la Nouvelle-Galles du Sud, Victoria et l'Australie-Méridionale. Les New South Wales Blues sont, de loin, l'équipe la plus titrée de la compétition, avec 44 victoires finales.

### One Day Cup
La Ford Ranger One Day Cup, qui change de nom au gré des changements de sponsors, est la compétition de One-day cricket australienne. Instaurée en 1969-70, elle a déjà accueilli d'autres équipes. Son premier vainqueur fut ainsi la sélection néo-zélandaise. Les Western Warriors sont l'équipe la plus titrée de la compétition.

### Twenty20 Big Bash
Le KFC Twenty20 Big Bash s'est disputé pour la première fois au cours de la saison 2005-06. C'est la compétition australienne jouée au format Twenty20. Les Victorian Bushrangers ont gagné les deux compétitions disputées à ce jour.

## Compétitions internationales
L'Australie a accueilli, avec la Nouvelle-Zélande, la coupe du monde de cricket de 1992, remportée par le Pakistan en finale devant l'Angleterre, au Melbourne Cricket Ground. Entre autres innovations, ce fut la première coupe du monde disputée avec des maillots colorés.
Chaque année, pendant l'été austral, l'Australie accueille un tournoi de One-day International, l'Australian Tri-Series. Trois équipes la disputent : l'équipe d'Australie et deux autres nations en tournée dans l'hémisphère sud.

## Équipe nationale

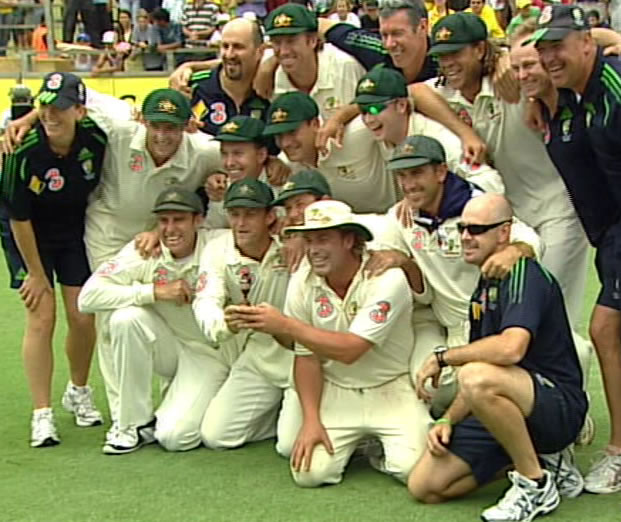
Équipe d'Australie de cricket en décembre 2006.

L'équipe d'Australie de cricket a joué le premier test de l'histoire, en 1877 face à l'Angleterre. C'est l'une des meilleures nations au monde de par ses statistiques contre ses adversaires et son palmarès, et c'est la nation dominante du cricket mondial actuellement. 
Elle a gagné quatre fois la coupe du monde de cricket en 1987, 1999, 2003 et 2007, ce qui constitue un record, et a en outre été finaliste des éditions 1975 et 1996. Elle a également remporté l'ICC Champions Trophy en 2006.
Elle dispute des séries de test et d'ODI contre les autres principales nations du cricket, et rencontre également des équipes de first-class cricket lors de ses tournées. Elle est la rivale historique de l'Angleterre, principalement par le biais des Ashes.
Cette équipe compte ou a compté dans ses rangs parmi les meilleurs joueurs de l'histoire, Donald Bradman en tête. Parmi ses joueurs sélectionnés, Steve Waugh, Keith Miller, Allan Border, Dennis Lillee ou encore Shane Warne ont notamment marqué l'histoire du cricket.